# 何葆华
何葆华（1884年—1951年），字南析，湖北黄冈罗田三里畈三宫殿人。
何葆华曾任中華民國北京政府临时参议院参政，中国农工银行董事。1926年，何葆华迁居武汉，后由同乡方本仁力荐，于1931年被任为汉口市市长，并兼任两湖防汛指挥部主任，时任湖北绥靖主任何成浚为其叔。何葆华在当年负责防汛期间，利用职权之便，以偷工减料等手段，贪占大量防汛资财，致使江堤溃口，汉口市被淹，市民生命和财产遭受前所未有的损失。事后因对防水“指导不良，策划无方”，何葆华被免职。不久，他以贪占所得在上海裕农公司和江西煤矿公司入股并成为大股东，随之在汉口法租界建起西式华丽住宅。国民党元老张难先亲自举报查办其违法乱纪和贪污腐败，何葆华受到國民政府通缉，畏罪携带家眷财物逃往上海隐居。
1949年5月，见国民党大势己去，他积极参与维持武汉秩序。中国人民解放军进驻武汉以后，他以低价出售武汉的住宅给解放军作办公房，又捐赠大米500担用于办学，并主动购买2000份建设公债。中华人民共和国建立后，他曾被人民政府收审。1951年秋在土改复查运动中，因其以前多次资助反共清鄉活动，民愤太大，他被人民政府处决于罗田三里畈。

## 注解
1. ↑  《中国国民党百年人物全书》中記載其生年为1895年。